# أولو أشاولو
أولو أشاولو (بالإنجليزية: Olu Ashaolu) مواليد 18 أبريل 1988 في لاغوس، هو لاعب كرة سلة كندي. بدأ مسيرته الاحترافية في سنة 2012. يلعب مع هاماماتسو هيجاشيميكاوا فينيكس في دوري كرة السلة الياباني للمحترفين. يبلغ طوله 6 قدم 7 بوصة (2.0 م).

## المسيرة الاحترافية
لعب مع هاماماتسو هيجاشيميكاوا فينيكس في موسم 2014–2015، ثم لعب مع أوساكا إفيسا في موسم 2015-2016، ثم لعب مع هاماماتسو هيجاشيميكاوا فينيكس في سنة 2016.

## روابط خارجية
- أولو أشاولو على موقع الاتحاد الدولي لكرة السلة (الإنجليزية)
- أولو أشاولو على موقع دوري كرة السلة الياباني للمحترفين (اليابانية)
- أولو أشاولو على موقع سبورتس رفرنس (الإنجليزية)
- أولو أشاولو على موقع كرة السلة الأوروبية.كوم (الإنجليزية)
- أولو أشاولو على موقع كلية كرة السلة في سبورتس رفرنس.كوم (الإنجليزية)
- أولو أشاولو على موقع ريلجم (الإنجليزية)
- أولو أشاولو على موقع بروبوليرز (الإنجليزية)